# Gwiazdozbiór Rzeźbiarza
Rzeźbiarz (łac. Sculptor, dop. Sculptoris, skrót Scl) – słabo widoczny gwiazdozbiór nieba południowego, w całości widoczny na południe od równoleżnika 51°N, wprowadzony w 1752 roku przez francuskiego astronoma, kartografa i duchownego Nicolasa Louisa de Lacaille′a podczas pobytu w obserwatorium na Przylądku Dobrej Nadziei. Jest to 36. co do wielkości gwiazdozbiór na niebie. Teoretycznie pozostaje w zasięgu obserwatorów z Polski, w praktyce żadna jego gwiazda nie wschodzi wyżej niż kilkanaście stopni nad horyzont. Najlepszy czas do obserwacji to początek października, wówczas góruje o północy czasu polskiego. 
W północnej części gwiazdozbioru, w pobliżu gwiazdy α Sculptoris, znajduje się południowy biegun Galaktyki, jeden z dwóch punktów, w których oś obrotu naszej Galaktyki przecina sferę niebieską (jego współrzędne α2000 = 0h 51,4m; δ = −27,13°).

## Pochodzenie nazwy
Nawet gdyby starożytni astronomowie mogli zobaczyć blade gwiazdy Rzeźbiarza, to i tak nie stworzyliby z nich konstelacji. Lacaille wypełnił miejsce pomiędzy Wielorybem a Feniksem. Początkowo nazwał tę konstelację po francusku:L'Atelier du Sculpteur (Pracownia Rzeźbiarza). Astronom widział pośród gwiazd popiersie w trakcie obrabiania na trójnogu, natomiast na stojącym obok bloku marmuru młotek oraz dwa dłuta. Niedługo później gwiazdozbiór otrzymał łacińską nazwę Apparatus Sculptoris, która znalazła się w dziele „Uranographia” Johanna Bodego. Bode zrezygnował z bloku skalnego, przenosząc narzędzia na stół artysty. Angielski zwyczaj skracania nazw nie ominął również tego gwiazdozbioru i aktualnie ta konstelacja nosi nazwę Rzeźbiarz (Sculptor). Od czasów Lacaille’a nie poczyniono znaczących zmian w gwiazdach tej konstelacji.

## Gwiazdy Rzeźbiarza
Gwiazdy Rzeźbiarza wyglądają jak przypadkowy zbiór bladych światełek, nie przypominający żadnego wizerunku. Alfa, Beta i Gamma są czwartej wielkości, a Delta prezentuje sobą gwiazdę piątej wielkości.  
- Najjaśniejsza gwiazda – Alfa Sculptoris (α Scl) ma zaledwie 4,3m i jest odległa od Słońca o 780 lat świetlnych. Jest to niebiesko-biały olbrzym typu B7, gwiazda zmienna typu SX Arietis o wysokim polu magnetycznym. Amplituda zmian jej blasku to zaledwie 0,01m[4].
- Druga co do jasności - Beta Sculptoris (β Scl); 4,38m), to z kolei podolbrzym, w którym obserwuje się znaczne pole magnetyczne oraz nadwyżkę takich metali, jak rtęć i magnez[4].
- Trzecia co do jasności - Gamma Sculptoris (γ Scl:4,41m), to pomarańczowy olbrzym typu K oddalony od nas o 179 lat świetlnych[4].
- Kolejna gwiazda – Delta (δ Scl) to niebieskobiała gwiazda ciągu głównego. Znajduje się w odległości 143 lat świetlnych[5].
- Epsilon (ε Scl) położona w odległości 89 lat świetlnych jest gwiazdą podwójną, której składniki można rozdzielić za pomocą małego teleskopu. Wzajemny okres obiegu wynosi 1200 lat[5].
- Najbardziej znaną gwiazdą zmienna jest R Sculptoris (R Scl). Jest to czerwony olbrzym na skraju swojego istnienia. Wyrzuca z siebie gaz i pył w zjawisku pulsów termicznych. Każde takie zdarzenie trwa kilkaset lat i ma miejsce co 10-50 tysięcy lat. W przypadku R Scl ostatni puls termiczny miał miejsce zaledwie 1800 lat temu i trwał około 200 lat. Obserwacje wykonane w obserwatorium ALMA pokazały skomplikowaną strukturę materii wokół gwiazdy. Gwiazda w ostatniej dekadzie zmieniała jasność w przedziale 5,5–10m z okresem około 370 dni. W związku z tym jest to idealny obiekt do obserwacji przez lornetkę[4].
- S Scl jest czerwonym olbrzymem, gwiazdą zmienną Mira Ceti o jasności zmieniającą się w czasie około jednego roku. Położona jest w odległości 1500 lat świetlnych[5].
- Układ wielokrotny - Kappa Sculptoris (κ Scl) składa się z pięciu gwiazd. Para żółtych olbrzymów w podukładzie κ1 Scl o jasności 6,2 i 6,3m jest dostępna dla obserwatorów. Same składniki κ1 i κ2 są oddalone od siebie o 32 minuty łuku[4].
- Mniejszy dystans dzieli gwiazdy λ1 i λ2 z układu wielokrotnego Lambda Sculptoris (λ Scl), bo tylko 17 minut łuku. Bardziej interesujący jest układ λ1 Scl, w którym znajduje się niebieskobiały karzeł o jasności 6,7m w towarzystwie gwiazdy o jasności 7m[4].

## Interesujące obiekty
- Grupa Rzeźbiarza, najbliższa, nieliczna gromada galaktyk, odległa o 11,4 mln lat świetlnych, zawiera głównie galaktyki spiralne, pośród których najjaśniejszą jest NGC 253, zwana Srebrną Monetą, ze względu na swój charakterystyczny kształt[3]. Obiekt został odkryty przez Caroline Herschel podczas poszukiwania komety w 1783 roku. W tej galaktyce zachodzą gwałtowne procesy gwiazdotwórcze[4]. Galaktyka jest skierowana do nas krawędzią dysku, toteż wydaje się mieć kształt eliptyczny. Długość kątowa wynosi prawie jeden stopień. Nie ma centralnego wybrzuszenia, za to jej ramiona obfitują w gwiazdy i pył[5]. NGC 253 jest widoczna przez lornetkę w dobrych warunkach atmosferycznych. Znajduje się w odległości 11,4  milionów lat świetlnych od Słońca[5].
- Na granicy z Feniksem leży galaktyka karłowata NGC 55. Należy do klasy galaktyk karłowatych z pojedynczym ramieniem spiralnym[4]. Galaktyka ósmej wielkości jest skierowana do nas krawędzią dysku. Wielkością i kształtem przypomina NGC 253, ale jest nieco słabsza.Znajduje się w odległości sześciu milionów lat świetlnych[5].
- Blisko NGC 253 mieści się gromada kulista NGC 288. W 15-centymetrowym teleskopie można zobaczyć średniej wielkości pasemko mgły z wieloma wbudowanymi gwiazdami, ale z niedużą koncentracją do środka[2]. Dość słaba koncentracja gwiazd ku środkowi wskazuje, że część gwiazd może po jakimś czasie ulec rozproszeniu w przestrzeni kosmicznej[1].
- W pobliżu gwiazdy ksi Sculptoris (ξ Scl) znajduje się galaktyka spiralna NGC 300 (9m). Wydaje się być blada, bo jej światło jest rozproszone na wielkim obszarze. Potrzebne są sprzyjające warunki, by w 20-centymetrowym teleskopie zobaczyć owalne pasemko o rozmiarach połowy średnicy Księżyca[2].
- Teleskop Hubble'a przekazał na Ziemię fotografie galaktyki Koło Wozu (PGC 2248). Symetryczny kształt obiektu, z jasnym centrum, delikatnie zarysowane  szprychy materii i pierścienie wokół niego  tłumaczą potoczną nazwę. Wyjątkowy kształt galaktyki jest pozostałością po odległej kolizji z inną, która prostopadle przeszła przez jej dysk[1].